# Consistórios de Honório III
Esta entrada contém a lista completa dos consistórios para a criação de novos cardeais presididos pelo Papa Honório III, com uma indicação de todos os cardeais criados sobre os quais há informação documental (9 novos cardeais em 6 consistórios). Os nomes são colocados em ordem de criação.

## Dezembro de 1216
1. Gil Torres, criado cardeal-diácono de Santos Cosme e Damião (falecido em novembro de 1254)
2. Bertrando Savelli, criado cardeal-presbítero de São João e São Paulo (falecido em fevereiro de 1222 ou 1223)
3. Niccolò, criado cardeal-diácono de Santa Maria em Aquiro (falecido antes de 1227)

## 8 de janeiro de 1219
1. Konrad von Urach, O.Cist., cardeal-bispo de Porto-Santa Rufina (falecido em setembro de 1227); abençoado, sua memória se repete em 30 de setembro

## Entre outubro e dezembro de 1219
1. Pietro Capuano, menor, eleito patriarca de Antioquia; criado cardeal-diácono de São Jorge em Velabro (falecido em março de 1242)

## 1219
1. Niccolò de Chiaramonte, O.Cist., criado cardeal-bispo de Frascati (falecido em setembro de 1227)

## 1221
1. Leone, criado cardeal-presbítero de São Marcelo (falecido antes de 1228)
2. Roberto Rainaldi, criado cardeal-presbítero de São João e São Paulo

## 28 de setembro de 1225
1. Oliver von Paderborn, bispo de Paderborn (Alemanha); criado cardeal-bispo de Sabina (falecido em setembro de 1227)